# Функция на Риман (теория на функциите на една реална променлива)
Вижте пояснителната страница за други значения на Функция на Риман.
Функцията на Риман е пример за функция
{\displaystyle f:\mathbb {R} \rightarrow \mathbb {R} }
непрекъсната във всяка ирационална и прекъсната във всяка рационална точка.
Тя се дефинира по следния начин:
{\displaystyle f(x)={\begin{cases}1,&x=0\\{\frac {1}{q}},&x={\frac {p}{q}}\neq 0,\ p,q\in \mathbb {Z} ,\ p\bot q,\ q>0\\0,&x\in \mathbb {R} \setminus \mathbb {Q} \end{cases}}}